# قلی الله‌قلی‌زاده
قلی الله‌قلی‌زاده نماینده حوزه انتخابیه کلیبر، خداآفرین و هوراند در مجلس شورای اسلامی است که نایب رئیس کمیسیون عمران مجلس شورای اسلامی می‌باشد. اله قلی زاده سال ۱۳۳۹ در بخش آبش احمد شهرستان کلیبر به دنیا آمد است. او پیشتر در مجلس پنجم نایب رئیس کمیسیون آموزش و در مجلس ششم عضو هیئت رئیسه کمیسیون عمران نمایندگی این حوزه را بر عهده داشت. همچنین از سوابق اجرایی اش در آموزش و پرورش جمهوری اسلامی ایران و صدا و سیمای جمهوری اسلامی ایران می‌شود یاد کرد. اله قلی زاده در انتخابات دوره هشتم رد صلاحیت شده و در دوره نهم انتخابات در آخرین روزها موفق به اخذ صلاحیت گردید، الهقلی‌زاده در دور دهم به عنوان نامزد لیست اصولگرایان معتدل آذربایجانشرقی معرفی شده بود. پیش از این ارسلان فتحی پور نمایندهٔ این حوزه بود که برای دوره نهم تأیید صلاحیت نشده بود.
- در دورهٔ ششم: ۵۶٬۱۱۶ رای برابر با ۲۹٫۶ درصد آرا[۱]
- در دوره دهم از مجموع ۶۳ هزار و ۴۸۰ رأی آقای قلی الله قلی‌زاده با ۳۶ هزار و ۹۳۶ رأی[۲]